# Villa Corona
Villa Corona est une ville et une municipalité de l'État de Jalisco au Mexique.
La municipalité a 17 824 habitants en 2015.

## Géographie

### Situation
Villa Corona est située vers 1 330 m d'altitude,, dans la région Centro de l'État de Jalisco à une cinquantaine de kilomètres de Guadalajara.
| San Martín Hidalgo        | Tala               |                   |
| Cocula                    | Villa Corona       | Acatlán de Juárez |
| Atemajac de Brizuela (es) | Zacoalco de Torres |                   |

Les reliefs de la municipalité prolongent ceux de la sierra de Tapalpa, les sommets dépassent 1 700 m d'altitude au nord de Villa Corona et atteignent 2 400 m au sud.
Le lac Atotonilco qui baigne le sud-est de la municipalité, notamment le chef-lieu et Atotonilco el Bajo, débouche dans l'ancien lac San Marcos mais celui-ci est aujourd'hui pratiquement asséché. Ces deux lacs sont séparés du bassin versant du lac de Chapala par une chaîne de montagnes[réf. souhaitée].

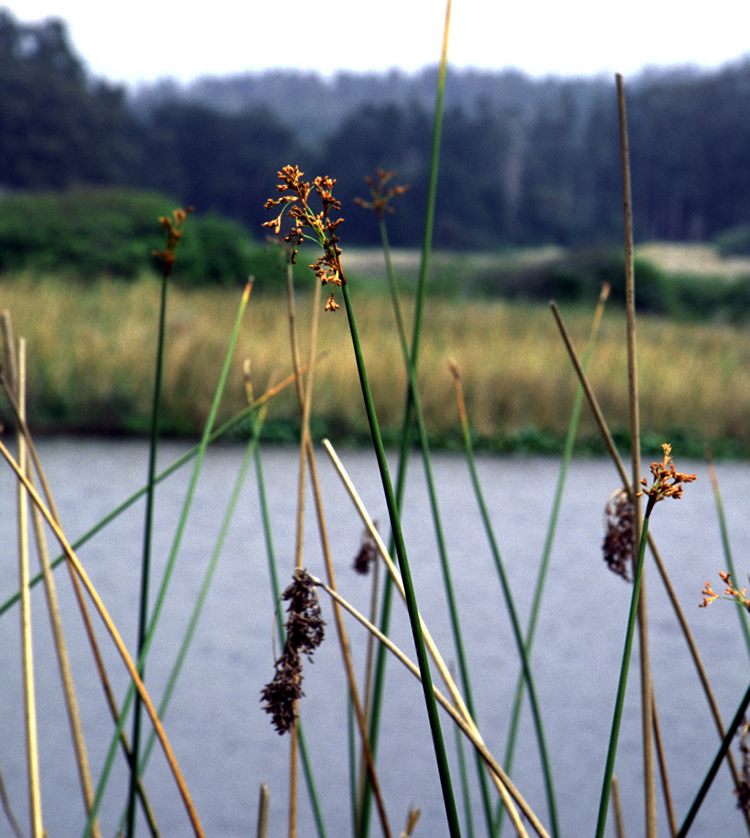
Le scirpe aigu,
.

### Faune et flore
On trouve dans la région des espèces telles que le tlacuache (ou peut-être le Tlacuatzin[réf. souhaitée]), le lapin, l'écureuil, le coyote et le cerf. La végétation comprend le frêne, le goyavier, le faux-poivrier, le saule, le tamarin, le mesquite et le chêne.
On peut citer également dans la flore de la municipalité le figuier de Barbarie et plus généralement les cactus aussi bien que la plante aquatique « tule » (Schoenoplectus acutus, un genre de roseau appelé « scirpe aigu » en français) et différentes sortes d'herbes[réf. souhaitée]. Quant à la faune, on rencontre aussi l'iguane, de nombreux insectes dont la cigale et le scorpion[réf. souhaitée]
et des poissons parmi lesquels le tilapia, le charal, le mojarra et la carpe.

### Climat
La température moyenne annuelle est de 20,5 °C. Les vents dominants viennent du nord-ouest. Il pleut principalement de juin à août. Il tombe de 711 à 874 mm de pluie par an et il y a en moyenne 4 ou 5 jours de gel chaque hiver.

## Histoire

### DuXIIIeauXVIesiècle
Dans les années 1250, un groupe de Nahuas — qui traverse la région au cours des migrations parties en 1160 d'Aztlan et qui aboutiront à la fondation de Mexico-Tenochtitlan en 1325 — s'installe pacifiquement sur le territoire de la municipalité, plus précisément dans l'actuelle localité de La Huerta. Leur fondation s'appelle à l'origine « Tizapan » ou « Tizapantzinco » en nahuatl et deviendra « Tizapanito » en s'hispanisant.
Tizapanito entre en guerre contre les Caxcanes d'Ameca au XVe siècle[réf. souhaitée].
Pendant la guerre du salpêtre (es), au XVIe siècle, les Nahuas laissent un groupe de Cocas (es) en fuite s'établir à quelques kilomètres de Tizapanito. Les deux groupes cohabitent puis fusionnent. L'histoire a retenu le rôle du chef nahua de l'époque et c'est son nom, Xopillin, qui figure au centre du blason de la municipalité.
Le capitaine espagnol Alonso de Avalos conquiert la région en 1523.

### XIXeetXXesiècles
- En 1871, Tizapanito est détaché d'Ameca et rattaché à Cocula[1].
- La section du chemin de fer est inaugurée en 1917.
- En 1918, Tizapanito acquiert le statut de municipalité et prend le nom de « Villa Corona » en mémoire du général Ramón Corona (es)[1].

## Démographie
En 2010, la municipalité compte 16 969 habitants pour une superficie de 179,37 km2. Elle comprend 26 localités dont les plus importantes sont le chef-lieu Villa Corona (7 603 habitants), Estipac (2 618 habitants), Atotonilco el Bajo (2 466 habitants) et La Loma (2 258 habitants). 60 % de la population de la municipalité est urbaine.
Au recensement de 2015, la population de la municipalité passe à 17 824 habitants.

## Points d'intérêt

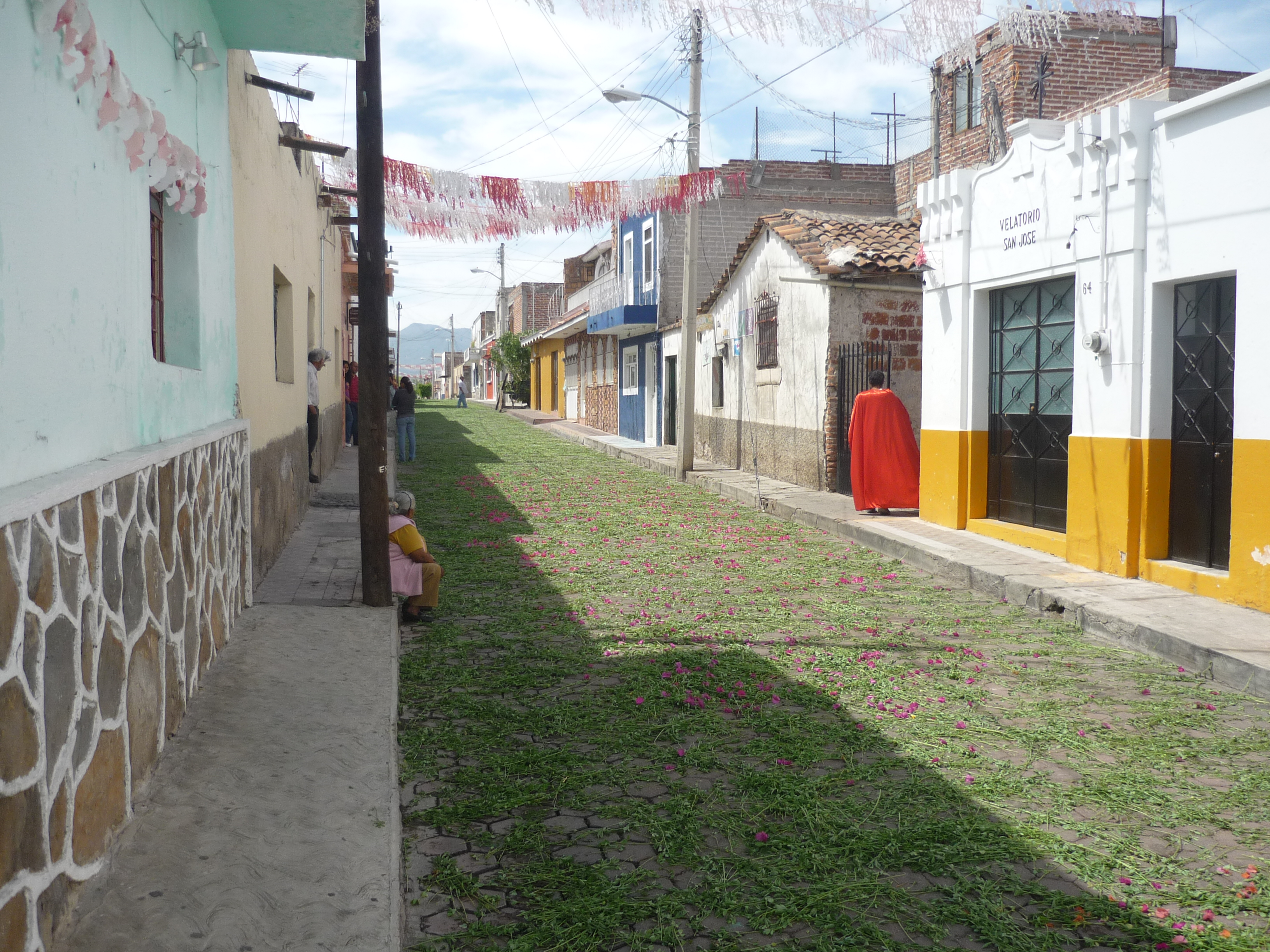
Rue à Estipac.

La municipalité de Villa Colona est particulièrement connue pour :
- de nombreuses stations thermales et sources chaudes, par exemple celles de Chimulco et Agua Caliente au chef-lieu[1] ;
- les arcades caractéristiques de la place principale du chef-lieu ;
- l'artisanat : tissage de petates, fabrication de chaises et autres à partir des plantes aquatiques récoltées dans le lac[1] ;
- la fête de la Vierge du Rosaire et la fête du Christ Roi : célébrées respectivement au chef-lieu et à Estipac, elles ont lieu chaque année en novembre[1] ;
- les églises et chapelles de la municipalité parmi lesquelles on peut remarquer la chapelle de la Vierge de Lourdes aménagée dans une ancienne carrière de sable[1] ;
- l'autel en bois datant du XVIIIe siècle dans l'église du Christ Roi à Estipac[1] ;
- les groupes musicaux banda Machos, banda Maguey (es) et banda Arre[1].